# Gökçe Akyıldız
Gökçe Akyıldız (Ayancık, Sinop, 30 d'octubre de 1992) és una actriu de teatre, televisió i cinema turca, on va iniciar-se amb un petit rol en Un toc de canyella. Akyıldız va actuar a la TV des de nena.